# Hexatoma (Eriocera) arrogans
Hexatoma (Eriocera) arrogans is een tweevleugelige uit de familie steltmuggen (Limoniidae). De soort komt voor in het Palearctisch gebied.